# سيد درويش (فلم)
سيد درويش فيلم مصري من إنتاج عام 1966، من إخراج أحمد بدرخان وبطولة كرم مطاوع وهند رستم.

## قصة الفيلم
يتناول الفيلم قصة حياة سيد درويش منذ طفولته وحتى وفاته مرورا بوطنيته خلال أحداث ثورة 1919 وقصة حبه بالراقصة جليلة، وقد نال الفيلم جائز أحسن فيلم من مهرجان المركز الكاثوليكي في مصر في عام 1967.

## بطولة
- كرم مطاوع : (سيد درويش)
- إسماعيل شبانة : (غناء أغاني سيد درويش)
- هند رستم : (جليلة)
- أمين الهنيدي : (عباس)
- زيزي مصطفى : (حياة)
- فتوح نشاطي : (سلامة حجازي)
- ناهد سمير : (والدة سيد درويش)
- سامية رشدي
- حسين عسر
- ناهد سمير
- حسن عبد السلام
- فتحية شاهين
- هاني شاكر : (سيد درويش صغيرا)
- شريف يحيى : (طفل)
- عادل إمام : (مساعد جليلة)
- ليلى يسري
- محمد شوقي : (محروس)
- إدمون تويما : (الخواجة ميشيان)
- علية فوزي
- محمود العراقي : (رفاعي)
- سيد عبد الله
- فاطمة عمارة : (زوجة سيد درويش)
- محسن حسنين
- كامل أنور
- جميل عز الدين
- حسين إسماعيل
- أشرف السلحدار
- أديب الطرابلسي : (أمين عطا الله)
- محمود مختار

## روابط خارجية
- مقالات تستعمل روابط فنية بلا صلة مع ويكي بيانات